# Тишина (филм)
Вижте пояснителната страница за други значения на Тишина.
„Тишина“ е български игрален филм (драма) от 1990 година по сценарий и режисура на Димитър Петков. Оператор е Христо Бакалов. Художник е Владимир Лекарски. Във филма е използвана музика от Марк Кнопфлер, Джон Маклафлин, Рихард Вагнер, Антонин Дворжак, Кшищоф Пендерецки и Карл Орф.

## Награди
- Голямата награда „Златната роза“ на 21 ФБИФ, (София, 1990).
- „Наградата на София“ за киноизкуство, (София, 1990).
- „Специалната награда“ на журито на МКФ на дебютните филми в (Аноне, Франция, 1992).
- „Наградата за режисура“ на МКФ на славянските и православните народи, (Тираспол, Молдова, 1994).

## Актьорски състав
- Христо Гърбов – скулпторът Минчо Колев
- Жорета Николова – Валя
- Петър Попйорданов – Павката
- Андрей Андреев – Борис Кръстев
- Ани Вълчанова
- Цветан Даскалов – Доктора
- Меглена Караламбова
- Фани Фагир – Хани
- Васил Банов – ст. лейтенант Алексиев, инспектор
- Наум Шопов – Никола Петров
- Никола Любомиров
- Борис Луканов
- Васил Димитров
- Стойко Пеев
- Никола Рударов

В епизодите:
- Жана Стоянович (като Ж. Стоянович) – майката на Павката
- А. Бобчевска
- Й. Йосифов
- Р. Трайков
- А. Стойнов
- В. Пенев
- С. Грънчаров
- Е. Герасимов
- Й. Георгиев
- М. Киселова
- П. Кръстев
- Н. Бакалов
- Мила Искренова – Нели  (не е посочена в надписите на филма)